# Pavlohrad
Pavlohrad (en ucraïnès i en rus Павлоград) és una ciutat de la província de Dnipropetrovsk, Ucraïna. El 2021 tenia 103.703 habitants.